# Milano-Torino 1913
La Milano-Torino 1913, settima edizione della corsa, si svolse il 13 aprile 1913 su un percorso di 210 km. La vittoria fu appannaggio dell'italiano Giuseppe Azzini, che completò il percorso in 7h10'44", precedendo i connazionali Carlo Durando e Ezio Corlaita.
Il vincitore iniziale, Lauro Bordin, come pure il quarto classificato Vincenzo Borgarello, il nono Giovanni Cervi e il decimo Angelo Gremo, furono retrocessi, a seguito di reclami, per infrazioni al regolamento; la vittoria fu assegnata al secondo piazzato della volata, Azzini.

## Ordine d'arrivo (Top 10)
| Pos. | Corridore           | Squadra        | Tempo    |
| ---- | ------------------- | -------------- | -------- |
| 1    | Giuseppe Azzini     | OTAV           | 7h10'44" |
| 2    | Carlo Durando       | Peugeot-Wolber | s.t.     |
| 3    | Ezio Corlaita       | Stucchi        | s.t.     |
| 4    | Giovanni Cocchi     | OTAV           | s.t.     |
| 5    | Carlo Galetti       | Legnano        | s.t.     |
| 6    | Emanuele Garda      | Peugeot-Wolber | s.t.     |
| 7    | Carlo Oriani        | Maino          | a 1'00"  |
| 8    | Camillo Bertarelli  | Ganna          | s.t.     |
| 9    | Leopoldo Torricelli | Maino          | a 9'16"  |
| 10   | Ugo Agostoni        | Maino          | a 14'16" |